# 天主教克里希讷格尔教区
天主教克里希訥格爾教區（拉丁語：Dioecesis Krishnagarensis）是羅馬天主教的一個教區，位於印度克里希訥格爾。此教區的範圍包括西孟加拉邦中部共兩縣，受加爾各答總教區管轄。
1855年設中孟加拉自治傳教團，1870年7月19日升為監牧區，1886年9月1日升為教區，1887年易名至今。2006年有14個堂區、60,158教友、50名司鐸。教區主教現時出缺，榮休主教為若瑟·蘇倫·戈梅斯。